# 聖約瑟夫鎮區 (明尼蘇達州斯特恩斯縣)
聖約瑟夫鎮區（英語：St. Joseph Township）是一個位於美國明尼蘇達州斯特恩斯縣的行政鎮區，於1858年設立。

## 人口
根據2020年美國人口普查的數據，聖約瑟夫鎮區的面積為79.20平方千米，當中陸地面積為77.93平方千米，而水域面積為1.26平方千米。當地共有人口946人，而人口密度為每平方千米12人。